# Torrent de Coma (Berguedà)
El Torrent de Coma és un corrent fluvial que transcorre íntegrament pel terme municipal de Gósol (Berguedà) i que en confluir amb el Riu de Torrentsenta, dona lloc al naixement de l'Aigua de Valls.

## Descripció
Neix a 2.047 msnm a l'est de la Collada de les Tores. En la primera meitat del seu curs porta la direcció oest-est i en la segona agafa la direcció nord-sud. Banya la banda oriental del poble de Gósol i dona lloc al naixement de l'Aigua de Valls a 1.300 m al sud d'aquesta població.
El tram comprès entre de la seva confluència amb el Torrent dels Escanagats fins a la seva arribada a la localitat de Gósol és conegut també amb el nom de Torrent dels Rucs.
Els primers 1.200 m. del seu curs formen part del Parc Natural del Cadí-Moixeró

## Xarxa hidrogràfica
La xarxa hidrogràfica del Torrent de Coma està constituïda per un total de 9 cursos fluvials que sumen una longitud de 13.290 m. que també transcorren íntegrament pel terme de Gòsol.

## Perfil del seu curs

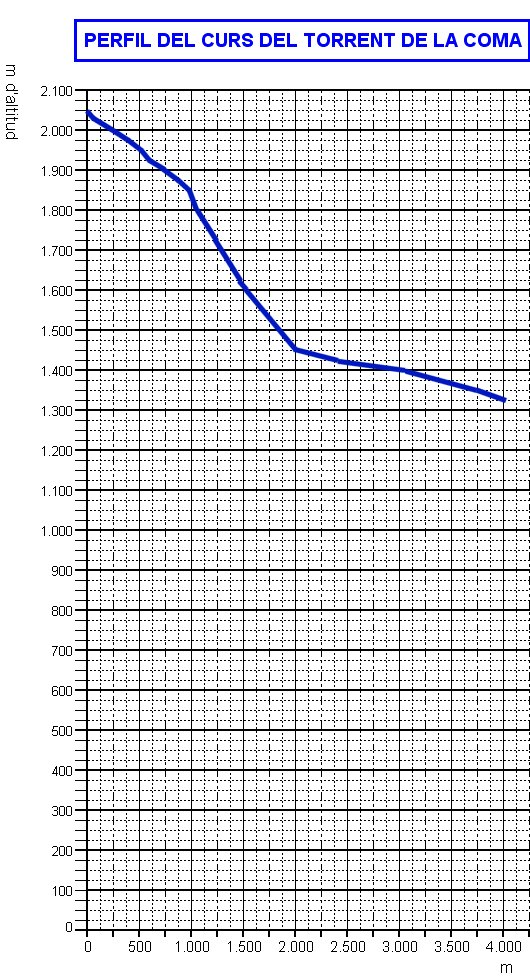
Perfil del curs del torrent de Coma

### Afluents destacables
- El Torrent dels Escanagats